# 日本聖約キリスト教団
日本聖約キリスト教団（にほんせいやくキリストきょうだん）は、日本のプロテスタント福音派の団体。日本福音同盟に加盟している。本部は岡山県岡山市中区。

## 沿革
- 1878年 スウェーデンにおいてスウェーデン聖約キリスト教会が設立される。
- 1948年 8名の宣教師が来日した。
- 1964年1月 日本聖約キリスト教団が設立された。
- 1982年 神戸で開拓伝道。
- 1988年 首都圏伝道に取り組んで、千葉県浦安市での開拓を開始した。
- 2003年 教団設立40周年を迎えた。
- 2013年 教団設立50周年を迎えた。

## 特色
- スウェーデンにおいて国教会の権威主義、形式主義、世俗主義に対抗して聖約キリスト教会は設立された。「聖約」は旧約聖書の約を指し、神と人との間の「契約」を意味する。また、一体となって働き戦うキリスト者間の「盟約」を指している。スウェーデンの福音的キリスト者の団体がキリストの大命令を果たそうとして、他の国々に宣教の働きを推進しようと契約を結んだことに端を発している。
- 日本聖契キリスト教団、日本福音自由教会協議会、同盟福音基督教会と同じルーツを持つ。